# Ixcamilpa de Guerrero
Ixcamilpa de Guerrero är en kommun i Mexiko.   Den ligger i delstaten Puebla, i den sydöstra delen av landet, 160 km söder om huvudstaden Mexico City. Antalet invånare är 3 695. Arean är 308 kvadratkilometer.
Terrängen i Ixcamilpa de Guerrero är kuperad österut, men västerut är den bergig.
Följande samhällen finns i Ixcamilpa de Guerrero:
- Ixcamilpa
- Toltecamila
- El Organal
- San Miguel Ahuelitlalpan
- Cuatlaxtecoma
- El Frutillo